# Les Rues-des-Vignes
Les Rues-des-Vignes település Franciaországban, Nord megyében. Lakosainak száma 740 fő (2022. január 1.). Les Rues-des-Vignes Aubencheul-aux-Bois, Villers-Plouich, Vendhuile, Banteux, Bantouzelle, Crèvecœur-sur-l’Escaut, Honnecourt-sur-Escaut és Masnières községekkel határos.

## Népesség
A település népességének változása:
| Lakosok száma | 747  | 775  | 811  | 801  | 786  | 771  | 756  | 748  | 740  |
|               | 2013 | 2015 | 2016 | 2017 | 2018 | 2019 | 2020 | 2021 | 2022 |